# 莫托城 (加利福尼亞州)
莫托城（英語：Motor City）是位於美國加利福尼亞州埃爾多拉多縣的一個非建制地區。該地的面積和人口皆未知。

## 地理
莫托城的座標為38°44′02″N 120°44′26″W / 38.73389°N 120.74056°W，而該地的平均海拔高度為708米（即2323英尺）。